# Mannheimska šola
Pojem Manheimska šola označuje glasbeni krog, ki se je izoblikoval pred vsem med vladavino volilnega kneza Karla Teodorja v Mannheimu.

## Zgodovina
Čeprav se Mannheimsko šolo danes povezuje predvsem z volilnim knezom Karlom Teodorjem, je ustvril predpogoje za njeno ustanovitev že njegov predhodnik Karl III. Filip Palatinski (nemško Karl III. Philipp von der Pfalz). Ta je leta 1720 prenesel sedež svojega dvora iz Heidelberga v Mannheim. V tem okviru je z združitvijo 16 glasbenikov iz Innsbrucka in 26 iz Düsseldorfa položil temlj za poznejšo Mannheisko dvorno kapelo. Za vodjo kapele je bil imenovan Carlo Grua.
Karl Teodor se je po smrti svojega predhodnika posvetil z veliko pozornostjo orkestru, ki je bil po njegovem mnenju še posebej primeren za to, da je predstavljal njegovo moč in bogastvo. Iz tega razloga je angažiral Johanna (Antona Wenzla) Stammitza, na katerega je že v kratkem prenesel vodstvene naloge. Danes se na Johanna Stamitza gleda kot na ustanovitelja Mannheimske šole. S tem, ko je izučil prvorazredne violiniste, npr. Christiana Cannabicha in brata Johnnesa Toeschija ter Carla Josepha Toeschija, ki so spadali med najboljše virtuoze v orkestru, je ustvaril osnovo za vzorno Mannheimsko šolo, ki so jo sodobniki zato najprej dojemali kot šolo violinske in orkestrske igre, šele pozneje pa tudi kot skladateljsko šolo.
Stammitz je dobil energično podporo poleti leta 1753 od na novo angažiranega kapelnika Ignaza Holzbauerja. Holzbauer je sedaj Stamitzovo načrtno izgradnjo orkestra razširil na vse skupine glasov, pri čemer so bila nova mesta izpolnjena z virtuozi iz tujine, s specialisti na svojem področju-strategija, ki je že prav na začetku položila temelj za bodoči virtuozni orkester iz 70-ih let 16. stoletja. Kajti te vodilne sile iz tujine ne samo da so ostale, pač pa so med svojim, običajno dobrih 25 let trajajočim službovanjem, predali svoje znanje naprej nadarjenim učencem. Posebej nadarjenim učencem je volilni knez  dal še dodatno štipendije za študijsko bivanje v Italiji.
Najzgodnejši danes poznani dokaz za Mannheimsko šolo kot skladateljsko šolo izvira od Wolfganga Amadeusa Mozarta, ki je v posvetilnem besedilu svojih šestih sonat (KV 301-306), naslovljenem na volilno kneginjo Elizabeto Avgusto Pfalško-Sulzbaško (nemško Elisabeth Auguste von Pfalz-Sulzbach), iz leta 1778, očitno razlikuje med dvorno kapelo in šolo ter poudarja tako veliko število muzicirajočih skladateljev kot tudi številne mojstrovine te slovite šole.
Najpomembnejši izpričani učitelji inštrumentalne igre in kompozicije so bili Johann Stamitz, Ignaz Holzbauer, Christian Cannabich, Georg Joseph Vogler in posredno tudi Franz Xaver Richter.
To obsežno izobraževanje je vodilo ne samo do tega, da so tu vodje kapele in koncertni mojstri praviloma skladateljevali, temveč tudi do tega, da v nobenem drugem orkestru tiste dobe ni bilo toliko skladateljev in virtuozov v eni osebi: tako npr. violinisti Christian Cannabich, Wilhelm Cramer, Georg Zarth, Christian Danner, Friedrich Eck, Ignaz Fränzl, Carl in Anton Stamitz, Carl Joseph und Johannes Toeschi, Peter Winter, violončelista Innocenz Danzi in Anton Fils, fagotist Georg Wenzel Ritter,  flavtista Johann Baptist Wendling in Georg Metzger, hornist Franz Anton Dimmler, oboista Friedrich Ramm in Ludwig August Lebrun kot tudi žena slednjega, koloraturna sopranistka Franziska Lebrun (rojena Danzi), nadalje basist Giovanni Battista Zonca in kapelnik ter namestnik kapelnika Ignaz Holzbauer ter Georg Joseph Vogler.

## Mannheimska šola kot tlakovalka poti za koncertno simfonijo
Ta dvojna funkcija skladatelja in glasbenika je ustvarila pogoje za orkestersko in skladateljsko delavnico, ki ji v Evropi ni bilo enake. Po mnenju muzikologa Ludwiga Finscherja so Pfalčani dali bistven prispevek k razvoju velike koncertne simfonije in klasično-romantične orkestrske tehnike. Pri zasnovi simfoničnega stavka so Pfalčani razmišljali z vidika orkestra in  ne – kot denimo pozneje skladatelji dunajskega klasicizma – z vidika strukture stavka. Dvorni glasbeniki so stavili na nizanje majhnih melodičnih motivov, na kontrast, menjavo in presenečenje in posebej na orkestrski zven. V tej povezavi gre posebej omeniti novo obravnavo pihal. Melodične odseke so čedalje bolj oblikovala pihala. K temu je prišla še izrazna orkestrska govorica, ki je Hugo Riemann leta 1906 ni slučajno kot tako imenovane Mannheimske manire opisal z zunajglasbenimi pojmi: mannheimski vzdih (nem. Mannheimer Seufzer), mannheimska raketa (nem. Mannheimer Rakete), mannheimski valjar (nem. Mannheimer Walze), učinek drgetanja pri klavirski igri (nem. Bebung), ptičice (nem. Vögelchen). Crescendi, izpiljena kontrastna dinamika (ko sta skupaj znotraj kratkega intervala trčila forte in piano), nadalje doneči unisono ali pa siloviti, hitro si sledeči udarci akordov na začetku stavkov, vse to je zahvaljujoč perfekciji v igralski tehniki orkestra tu ustvarjalo večji učinek kot bi ga drugod. Te orkestrske učinke so v glasbenih združenjih naravnost častili, imeli so kultni status. S svojo orkestrsko zasedbo, s solistično zapolnjenimi mesti med pihali, (od 1758 tudi klarineti)  in z opustitvijo čembala (od 60-ih let dalje) so Mannheimčani ustvarili tisti moderni zven tako imenovanega klasičnega simfoničnega orkestra, ki so ga Joseph Haydn, Wolfgang Amadeus Mozart, Ludwig van Beethoven in ostali skladatelji postavljali za temlj svojim simfonijam tja do 19. stoletja. S svojo diferencirano instrumentacijo in s tem povezanim odprtjem novih zvočnih področij ter zvočnih možnosti so Mannheimčani dali nove spodbude, ki niso samo vzdržema vplivale na orkestralno glasbo 2. polovice 18. stoletja tja do dunajskega klasicizma, pač pa so tudi pripravile pot za orkestralne kompozicije 19. stoletja.

## Nova „Mannheimska dvorna kapela“
Ob 400. obletnici rojstva mesta Mannheim je bil ustanovljen nov baročni orkester pod imenom „Mannheimska dvorna kapela“ (nem. Mannheimer Hofkapelle). Vrhunec prireditev v jubilejnem letu je predstavljala rekonstrukcija „Mannheimske dvorne kapele“ na izvirnih inštrumentih v viteški dvorani Mannheimskega dvorca. Preko vsakoletnih poletnih akademij in enega tekmovanja na historičnih glasbilih (Academia Palatina) je bil izgrajen „Glasbeni forum Mannheim – Center za staro glasbo“ (MusikForum Mannheim – Zentrum für Alte Musik).

## Povezave
- Barockorchester Mannheimer Hofkapelle
- MusikForum Mannheim – Zentrum für Alte Musik
- Forschungsstelle Südwestdeutsche Hofmusik der Heidelberger Akademie der Wissenschaften
- Gerald Drebes: Die „Mannheimer Schule“ – ein Zentrum der vorklassischen Musik und Mozart. Arhivirano 2015-02-07 na Wayback Machine.
- 1743–1778 Die Mannheimer Schule
- Zgodovina mannheimske šole (v angleščini)